# Myriam Lamolle
Myriam Lamolle est une sportive française pratiquant l'aviron née le 23 août 1963 à Albi. En parallèle de sa carrière sportive, elle est Professeur des Universités en Informatique à l'Université Paris 8.

## Palmarès

### Jeux olympiques
- 10e en deux de couple poids léger aux Jeux olympiques d'été de 1996 en deux de couple poids léger

### Championnats du monde d'aviron
- 9e en skiff poids léger aux Championnats du monde d'aviron 1999
- 6e en deux de couple poids léger aux Championnats du monde d'aviron 1993
- 11e en deux de couple poids léger aux Championnats du monde d'aviron 1993

### Championnats de France d'aviron
- Huit
  - 4e en 2011
- Quatre de couple
  - 4e en 1995
- Quatre de pointe sans barreur
  - 3e en 2002
  - 8e en 1998
- Deux barré
  - 6e en 2005
- Deux de couple
  - 1er en 1998
  - 2e en 1999
  - 7e en 1994
- Deux de couple poids léger
  - 1er en 1999 et 2000
- Skiff poids léger
  - 2e en 1994, 1996 et 1998
  - 3e en 1993, 1995, 1997 et 2000
  - 4e en 2002